# Aphis feminea
Aphis feminea är en insektsart som beskrevs av Hottes 1930. Aphis feminea ingår i släktet Aphis och familjen långrörsbladlöss. Inga underarter finns listade i Catalogue of Life.